# Белая Вольта

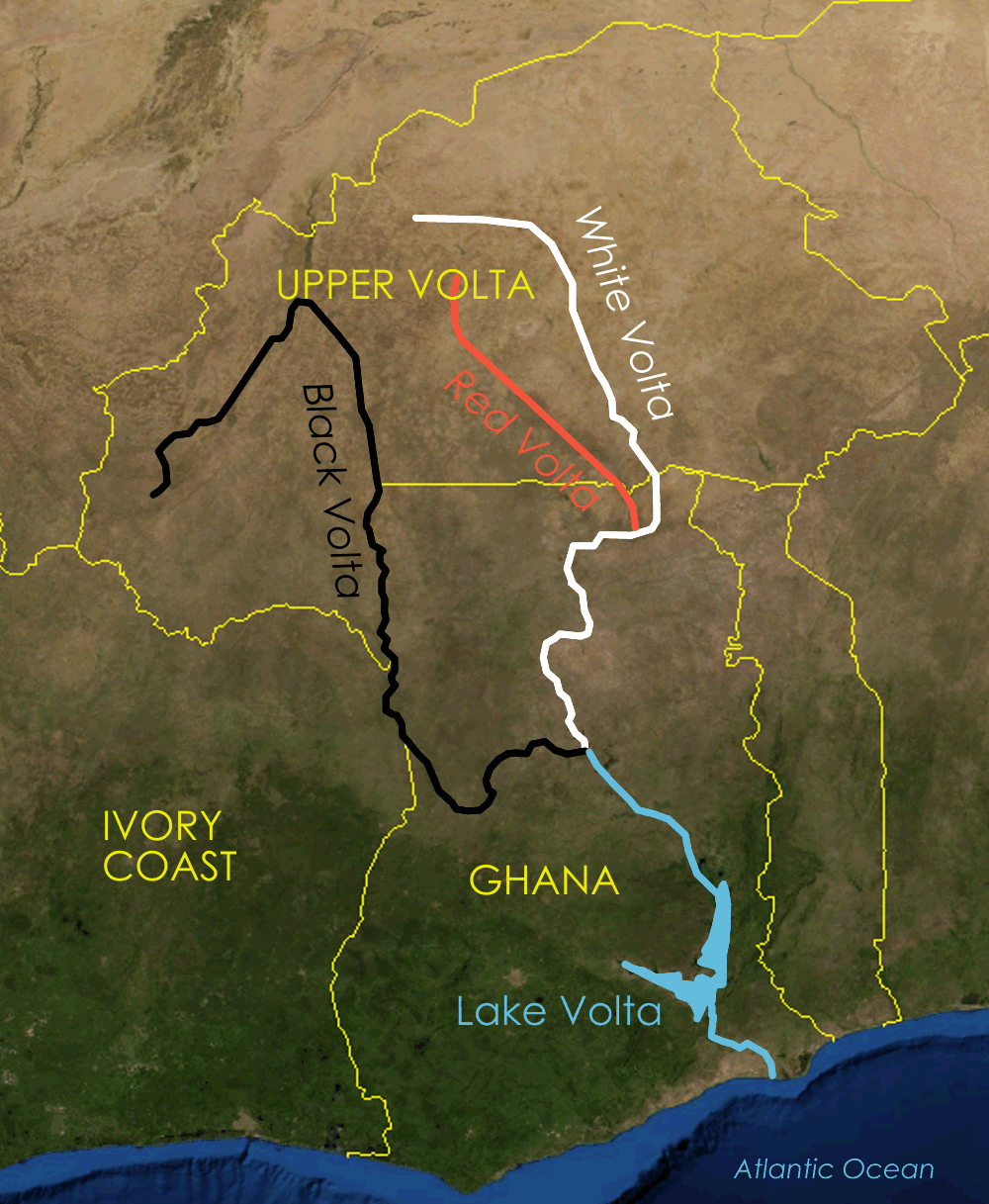
Белая Вольта отмечена белым цветом. (Верхняя Вольта именуется в настоящее время Буркина-Фасо.)

Белая Вольта (фр. Volta Blanche), известная также как Наканбе, — верховье реки Вольта в Западной Африке.

## Гидрография
Длина около 640 км, её бассейн охватывает площадь в 105—106 тыс. км². Уклон реки составляет 40 см на км. Исток находится в Буркина-Фасо, впадает в озеро Вольта в Гане. Основные притоки: Чёрная Вольта и Красная Вольта. В междуречье рек Чёрная Вольта и Белая Вольта расположена столица Буркина-Фасо — Уагадугу.

## Характеристика речного бассейна
Почти 85 % почвенного покрова в бассейне реки занимают лювисоли и литосоли. Растительность представлена саваннами. В течение года выпадает от 800 мм до 1140 мм осадков. Колебания глубины залегания грунтовых вод в зависимости от режима осадков может достигать 15 м. Питание реки преимущественно дождевое, эта составляющая достигает 97 %. Воды реки используются для снабжения населения питьевой водой, орошения сельскохозяйственных земель и водопоя скота. Река Белая Вольта перегорожена тремя плотинами, которые используются для выработки гидроэлектроэнергии. Плотина Багре находится в Буркина-Фасо, плотины Акосомбо и Кпонг в Гане. В бассейне реки проживает около 1,6 миллиона человек. Река не судоходна.